# Đội tuyển Davis Cup Iraq
Đội tuyển Davis Cup Iraq đại diện Iraq ở giải đấu quần vợt Davis Cup và được quản lý bởi Liên đoàn quần vợt Iraq.
Iraq hiện tại thi đấu ở Nhóm IV khu vực châu Á/Thái Bình Dương.  Đội từng thi đấu ở Nhóm II giai đoạn 1988-1990, nhưng chưa bao giờ vượt qua được vòng Một.

## Lịch sử
Iraq lần đầu tiên tham gia Davis Cup vào năm 1988.

## Đội hình hiện tại
- Kareem Khairi Hashim Al Mayahi
- Ali Khairi Hashim Al Mayahi
- Akram M. Abdalkarem Al-Saady
- Faris Abdulrazak